# Den russisk-engelske krig (1807-1812)
Den engelsk-russiske krig (1807 – 1812) var en erklæret krig mellem Storbritannien og Det Russiske Kejserrige under Napoleonskrigene. Krigen blev erklæret af den russiske zar Aleksandr 1 efter det britiske angreb på København i september 1807. Med indgåelsen af Freden i Tilsit mellem Rusland og Frankrig i juli 1807 havde Rusland tilsluttet sig kontinentalspærringen og var dermed Napoleons allierede.  
Krigen havde et begrænset omfang og kamphandlingerne bestod primært af en række mindre træfninger i Østersøen og i Barentshavet.
Det russisk-franske forhold blev dog hurtigt forværret efter Freden i Tilsit, og i 1812 invaderede Napoleon Rusland, hvorefter den engelsk-russiske krig blev afsluttet ved Freden i Örebro den 18. juli 1812. 

## Baggrund
After Napoleon Bonaparte havde besejret den russiske hær ved Slaget ved Friedland den 14. juni 1807 og derved afgjort den fjerde koalitionskrig indgik zar Aleksandr 1. en fredsaftale, kendt som Freden i Tilsit. Ved fredsaftalen tilsluttede Rusland sig Napoleons kontinentalspærring, og udtrådte derfor reelt af det væbnede neutralitetsforbund. Ved Ruslands valg af side til fordel for Napoleon, stillede England Danmark-Norge et ultimatum om alliance med England eller at udlevere den danske flåde til englænderne. Da den danske konge afviste ultimatummet, angreb England Danmark i september 1807 og konfiskerede de danske flåde. 
Som konsekvens af det engelske angreb på København, erklærede Aleksandr 1. krig mod England den 26. oktober 1807.  

## Militære træfninger
På trods af den formelle russiske krigserklæring gik Rusland ikke aktivt ind i krigen, og Rusland indstillede alene handlen med Storbritannien, så Rusland allerede havde påtaget sig ved Freden i Tilsit. Den britiske reaktion var tilsvarende afmålt, og der fandt derfor kun få kamphandlinger sted. Træfningerne fandt alene sted til søs. 

### Træfninger i Østersøen
Uafhængigt af krigen med England invaderede Rusland i februar 1808 Sverige (der dengang omfattede Finland), hvorved Den finske krig blev indledt. Sverige var på daværende tidspunkt tæt allieret med England. Den engelske flåde støttede den svenske flåde under svenske søslag mod Rusland i Den Finske Bugt i juli 1808 og august 1809. 
Der opstod i 1809 og 1810 en række mindre søslag, hvori var involveret britiske flådefartøjer mod russiske kanonbåde og en russisk brig.
Rusland havde militær succes i Finland, og Sverige måtte i 1809 indgå en fredsaftale, hvorved Sverige måtet afstå Finland til Det Russiske Kejserrige. Sverige indgik fredsaftale med Frankrig i 1810 og tilsluttede sig derved kontinentalspærringen mod Storbritannien.

### Træfninger i Barentshavet
Den engelsk-russiske krig forløb sideløbende med Kanonbådskrigen mellem Danmark-Norge og England og England udvidede deres embargo mod russisk farvand mod nord til at omfatte Barentshavet. Den britiske flåde angreb Hasvik and Hammerfest og greb ind mod pomorhandlen, den norske handel med Rusland.
I juni 1809 deltog fregatten HMS Nyaden i en eller to træfninger. Fregatten havde England erobret fra den danske flåde i 1807. Først angreb både søsat fra Nyaden en russisk garnison på øen Kildin og senere angreb og opbragte både fra Nyaden handelsskibe på floden Kola, flere længere oppe ad floden end den nuværende Murmansk. Nyaden indtog formentlig også Katarinahavnen i den befæstede by Kola. Briterne overtog også handlen i butikker tilhørende det russiske hvidehavshandelsselskab.
Briterne var aktive i området indtil 1811, hvor de i august 1810 opbragte den danske kanonbåd St. Peder og i januar 1812 opbragte den danske kaper Restorateur. I april opbragte englænderne Victoria, og i august 1811 opbragte den britiske fregat Alexandria tre russiske handelseskibe.

### Persien
Rusland havde siden 1804 været i krig mod Persien, og flere britiske officerer opholdt sig i Persien, hvor de bistod perserne med at reformere og uddanne den persiske hær. En af de britiske officerer, William Monteith, deltog i det fejlslagne persiske felttog i Georgien.

## Resultat
På trods af krigen forsøgte Aleksandr 1. at holde Rusland så neutral så muligt i krigen mellem Storbritannien og Frankrig. Han accepterede i hemmelighed russisk handel med Storbritannien og så gennem fingrene med brud på kontinentalspærringen. I 1810 trak han Rusland ud af kontinentalspærringen, hvorefter handlen med Storbritannien blomstrede.
Relationerne mellem Rusland og Frankrig forværredes efter 1810. I 1811 var det ligeledes klart, at Frankrig heller ikke overholdt aftalerne indgået i Tilsit. Napoleon havde lovet at støtte Rusland i krigen mod osmannerne, der var indledt i 1806, men som krigen skred frem, måtte Rusland konstatere, at Napoleon ikke ville støtte Rusland som forudsat.
Da det stod klart, at en krig mellem Rusland og Frankrig var uundgåelig, og Aleksandr begyndte ad diplomatisk vej at bygge et forsvar op. I april 1812 indgik Rusland en aftale om gensidigt forsvar, og måneden efter afsluttede Rusland krigen mod osmannerne ved Bukaresttraktaten.
Da Napoleon invaderede Rusland i juni 1812 indgik Rusland en fredsaftale med Storbritannien, Freden i Örebro, der afsluttede den engelsk-russiske krig. Samme dag afsluttede Sverige også den engelsk-svenske krig (1810-1812); en krig, hvor parterne ikke havde haft militære konfrontationer.